# Cap Corse

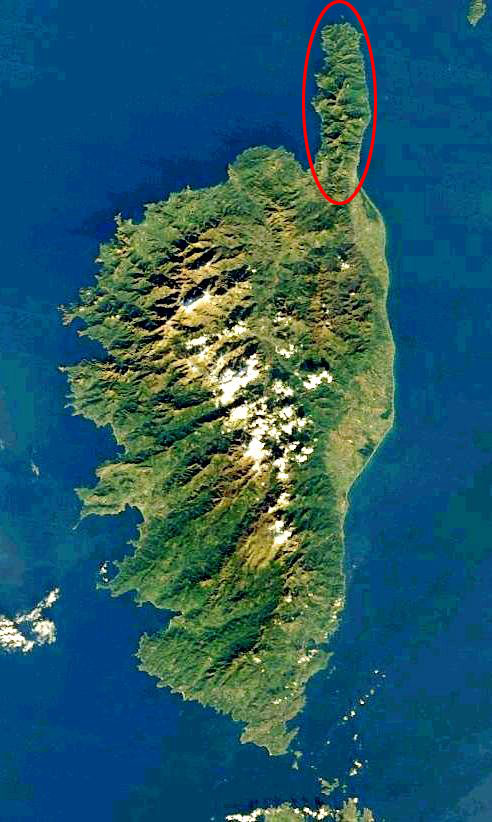
Localización en Córcega.

Cap Corse es una zona geográfica de Córcega (Francia), de 25 millas (40 km) de largo, es una península en concreto situada en el extremo norte de la isla. Aquí está la segunda ciudad más grande de Córcega, Bastia. Cap Corse es también una comunidad de comunas que comprende 18 municipios.
El "Cap Corse" es el nombre del aperitivo más famoso de Córcega, creado en 1872 por L.N. Mattei.

## Las comunas
- Olmeta-di-Capocorso
- Nonza
- Olcani
- Ogliastro
- Canari
- Barrettali
- Pino
- Morsiglia
- Centuri
- Ersa
- Rogliano
- Tomino
- Meria
- Luri
- Cagnano
- Pietracorbara
- Sisco
- Brando

- Datos: Q858102
- Multimedia: Cap Corse / Q858102